# Quarantäne

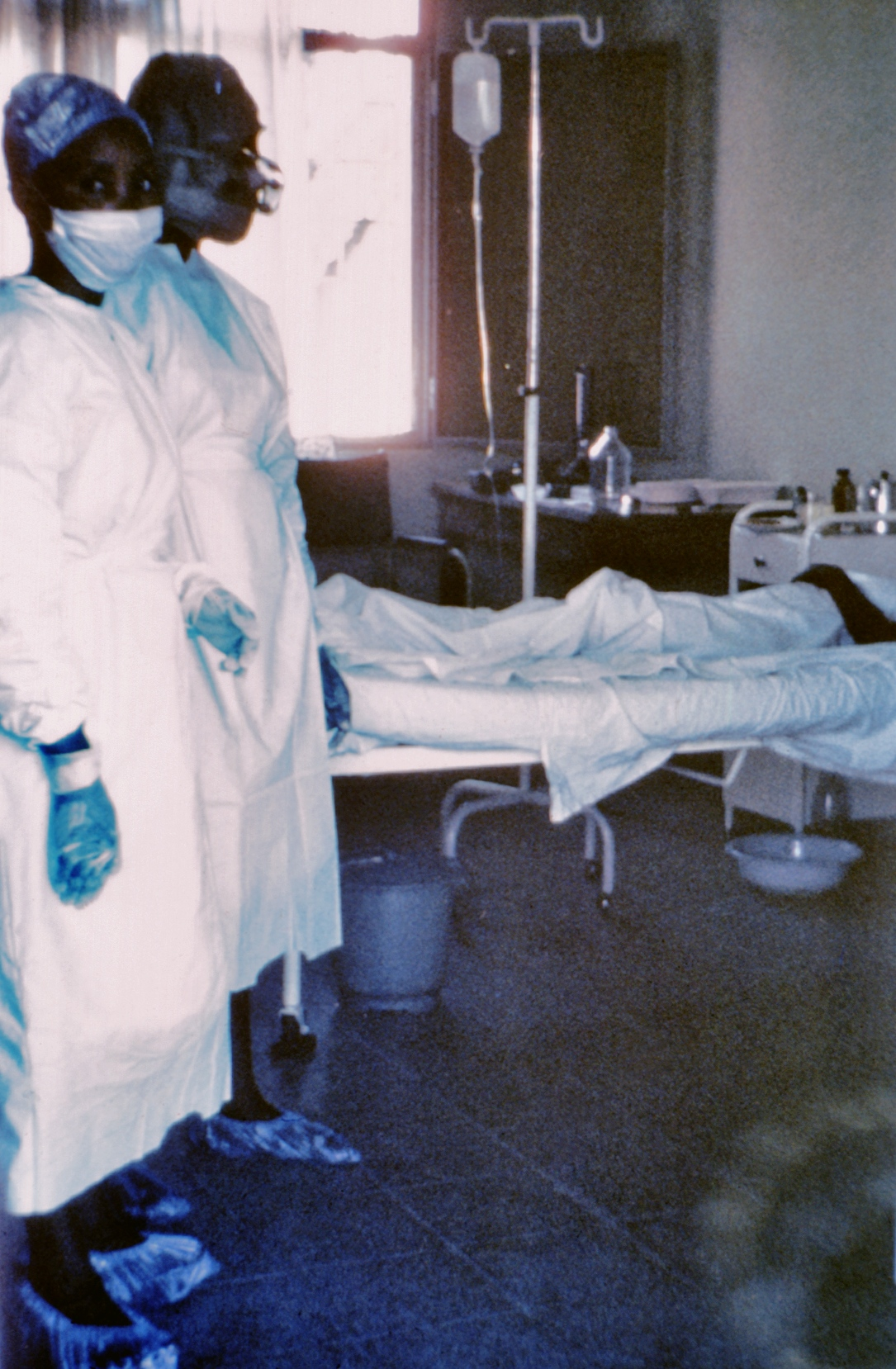
Quarantänestation eines Krankenhauses in Kinshasa (1976)

Die Quarantäne (in Deutschland [karanˈtɛːnə]; in Österreich [karanˈteːnɛ], [karanˈteːn] oder [kv~]; in der Schweiz auch [kʊ̯aranˈtɛːnə]) ist eine zum Schutz einer Gesellschaft vor ansteckenden Krankheiten befristete, (behördlich angeordnete) Separation von Menschen, Tieren oder Pflanzen, die verdächtig sind, an bestimmten Infektionskrankheiten erkrankt oder Überträger dieser Krankheiten zu sein. Bei Import von Tieren und Pflanzen ist die Quarantäne überdies zum Ausschluss der Krankheitsverbreitung in den Einfuhrbestimmungen des jeweiligen Landes präventiv vorgesehen. Die Zeitdauer der Quarantäne richtet sich nach der Inkubationszeit der vermuteten Krankheit. Die Quarantäne ist eine sehr aufwendige, aber auch sehr wirksame seuchenhygienische Maßnahme, die insbesondere bei hochansteckenden Krankheiten mit hoher Sterblichkeit angewendet wird.
In Deutschland und Österreich ist Absonderung der Oberbegriff für Quarantäne und Isolierung.

## Etymologie
Allgemein wird die Bezeichnung für eine befristete Isolation genutzt. Das Wort „Quarantäne“ gelangte im 17. Jahrhundert wie italienisch quarantena aus französisch quarantaine de jours („vierzig Tage“) ins Deutsche. Das französische Wort quarantaine wurde im 12. Jahrhundert von galloromanisch quarranta abgeleitet, das über das Volkslateinische von lateinisch quadraginta („vierzig“) stammt. Eine um 1400 aufgekommene Reisesperre für seuchenverdächtige Ankömmlinge – Venedig verbot bereits 1374 die Hafeneinfahrt für pestverdächtige Schiffe – bezeichnete man in Italien als quaranta giorni (vierzig Tage).
Der spanische Ausdruck „la cuarentena“ bezeichnet auch die Isolation von Müttern und deren Neugeborenen für eine gewisse Zeit. Das Brauchtum einer vierzigtägigen Abgeschiedenheit findet sich auch im Alten Testament (Lev 12,1–8 ). Im 19. Jahrhundert war ein ebenfalls gängiges Wort für Quarantäne Kontumaz (lat. contumacia, dt. Trotz, Stolz, Eigensinn, Unbeugsamkeit). Im Bereich der Seeschifffahrt bezeichnet Quarantäne die Wartezeit von Schiffen, bevor Lebewesen, Waren und sonstige Güter eingeführt werden dürfen. Während der Kubakrise wurde der Ausdruck Quarantäne stellvertretend für die Seeblockade genutzt.

## Geschichte

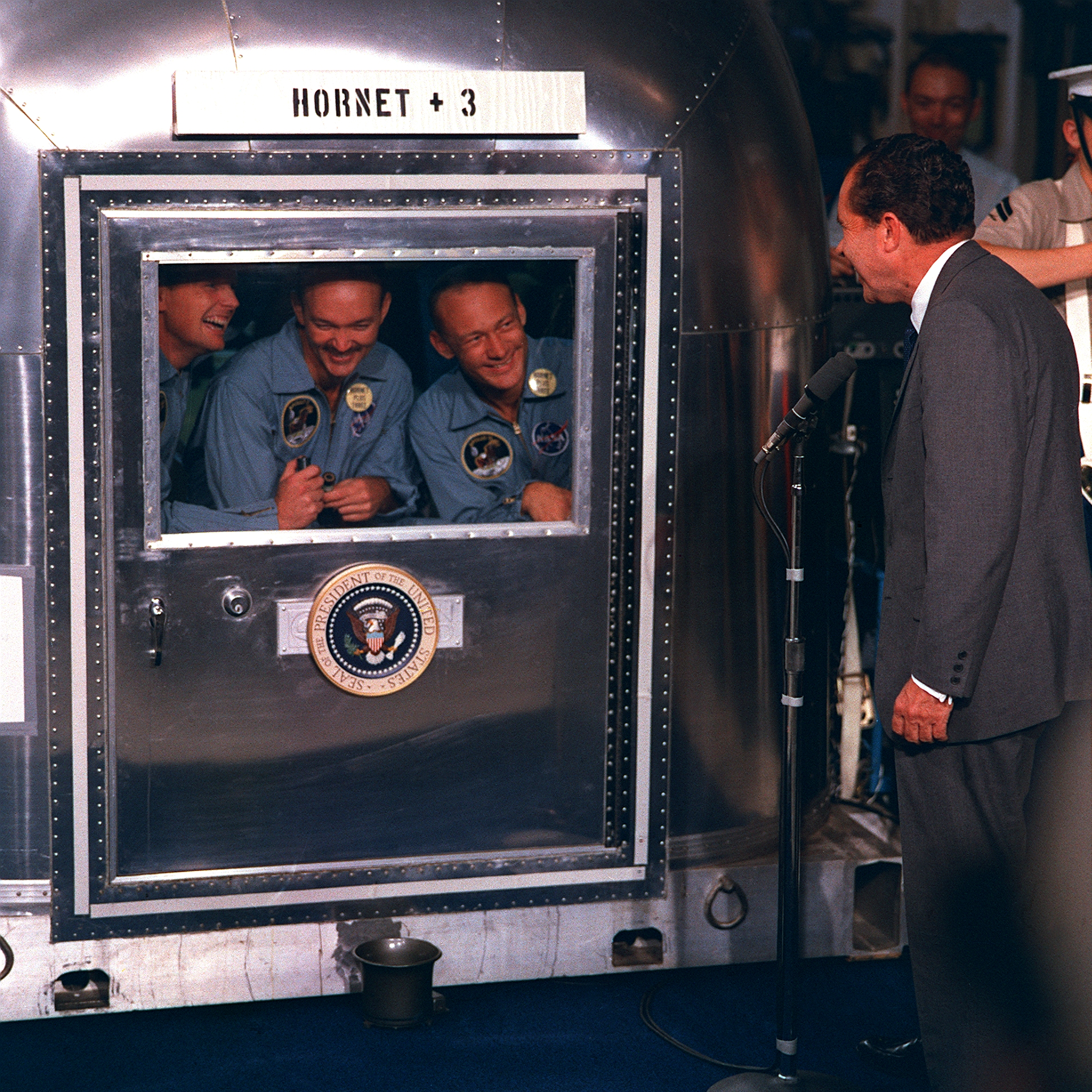
Die Astronauten der Apollo-11-Mission waren nach ihrer Rückkehr zur Erde 17 Tage in Quarantäne (rechts US-Präsident Richard Nixon)

### Antike
Eine frühe Aufforderung, die Infektionskranken sieben Tage zu isolieren, um eine Ausbreitung der Krankheit zu verhindern, befindet sich bereits im dritten Buch der Torah und dem Alten Testament.
Die Idee der 40 Tage Isolation bezieht sich möglicherweise auf eine Aussage des antiken griechischen Arztes Hippokrates bzw. aus dem Corpus Hippocraticum, das (unter anderem) 40 Tage als Wendepunkt für eine Krankheit angibt.

### Mittelalter
Bereits 1374 ist eine, allerdings nur zehn Tage dauernde, Quarantäne in der Stadt  Reggio nell’Emilia durchgeführt worden.
Zur Isolierung der von einer Seuche befallenen Menschen wurden früher häufig Seuchenhäuser errichtet.
Um ihre Stadt vor Pestepidemien zu schützen, beschloss im Juli 1377 die Regierung der Republik Ragusa, dass sich vor dem Betreten der Stadt alle ankommenden Reisenden und Kaufleute 30, später dann 40 (d. h. quaranta) Tage lang isoliert in eigens dafür errichteten Lazaretten aufhalten müssen, darunter in Lazareti bei Dubrovnik. Von dieser Regelung leitete sich der Begriff Quarantäne in der heutigen Bedeutung ab.
1383 wurde zum ersten Mal in Marseille die Quarantäne über ankommende Schiffe verhängt, um sich auch vor der Pest zu schützen, die damals in Europa wütete. Eine andere Quelle spricht davon, dass Beamte aus Venedig 1374 die Quarantäne einführten. Besatzung und Waren wurden zunächst auf der Insel Lazzaretto Nuovo isoliert und durften erst nach 30, später nach 40 Tagen an Land.

### Moderne
Im 19. Jahrhundert, mit der starken Ausweitung des internationalen Seehandels, wurde die Quarantäne davon abhängig gemacht, ob das Schiff verdächtig erkrankte Personen an Bord hatte. Als quarantänepflichtig galten unter anderem Cholera, Fleckfieber, Gelbfieber, Pest oder Pocken oder wenn unterwegs bereits eine Person mit Verdacht auf eine Seuche verstorben war.
Die Quarantäneflagge, der Buchstabe Q des internationalen Flaggenalphabets, gilt noch heute, allerdings mit umgekehrter Bedeutung: Wer die Flagge setzt, behauptet von sich: „An Bord alles gesund, erbitte freie Verkehrserlaubnis (um in den Hafen einlaufen zu können).“ Nur wer die Flagge Q zusammen mit dem sogenannten Hilfsstander setzt, bedeutet den Behörden, dass er eine Gesundheitsabfertigung für notwendig erachtet. Darüber hinaus kommt heute allerdings Seefunk zum Einsatz, wenn die Mannschaft besondere Maßnahmen für notwendig erachtet.
Quarantänemaßnahmen haben 1918 Australien vor einer allzu rasanten Ausbreitung der Spanischen Grippe geschützt.
Bei Pockenausbrüchen wurden in Deutschland noch in den 1960er Jahren drastische Isolierungsmaßnahmen ergriffen. Die betroffenen Personen wurden teilweise ohne ärztliche Versorgung in Schullandheimen isoliert und mussten sich selbst versorgen.
Bei der COVID-19-Pandemie, die vermutlich in der chinesischen Großstadt Wuhan ihren Anfang nahm, wurde die Stadt Ende Januar 2020 unter Quarantäne gestellt, sämtliche Flug- und Zugverbindungen wurden eingestellt und auch der Personennahverkehr stellte den Betrieb ein.
Die Einwohner wurden angewiesen, die Stadt nicht zu verlassen. Diese Maßnahmen wurden in den darauffolgenden Tagen auf mehrere Städte ausgeweitet, sodass zum 25. Januar 2020 etwa 56 Millionen Menschen in 18 chinesischen Städten unter „Massenquarantäne“ (mass quarantine) standen.
Quarantänemaßnahmen in diesem Umfang hatte es zuvor noch nie gegeben.
Ein Sonderfall einer Quarantäne ist eine Arbeitsquarantäne. Bei Anordnung einer Arbeitsquarantäne wird der Bereich, in dem sich Personen aufhalten dürfen, die sich in eine häusliche Quarantäne begeben müssen, auf bestimmte Bereiche ihrer Arbeitsstätte sowie auf den Weg dorthin und von dort zurück ausgedehnt.

## Bekämpfung übertragbarer Krankheiten in Deutschland

### Anordnung der Quarantäne durch das Gesundheitsamt
In Deutschland sind gefahrenabwehrrechtliche Quarantänebestimmungen in § 30 Infektionsschutzgesetz (IfSG) geregelt. Die dortigen Bestimmungen besagen, dass zur Bekämpfung übertragbarer Erkrankungen die Gesundheitsämter besondere Absonderungsmaßnahmen in Krankenhäusern anordnen können und müssen. Geschieht dies gegen den Willen der Erkrankten, handelt es sich um eine Freiheitsentziehungssache, die einer richterlichen Anordnung auf Antrag des Gesundheitsamts bedarf (Art. 104 Abs. 2 GG, § 30 Abs. 2 Satz 4 IfSG, § 415, § 417 FamFG).
Nach dem Infektionsschutzgesetz sind nur die Lungenpest und von Mensch zu Mensch übertragbare hämorrhagische Fieber quarantänepflichtig. Die betroffenen Patienten werden auf Sonderisolierstationen behandelt. Nur die behandelnden Ärzte, Pflegekräfte sowie Seelsorger und Urkundspersonen haben Zutritt zum Erkrankten, anderen Personen kann ärztlicherseits der Zutritt erlaubt oder verwehrt werden (§ 30 Abs. 1 i. V. m. Abs. 4 IfSG).
Bei anderen Erkrankungen wie beispielsweise Cholera oder bei multiresistenten Keimen kommen weniger strenge Isolationsmaßnahmen zum Einsatz.
Möglich ist auch eine Absonderung „in sonst geeigneter Weise“ von Kranken und Krankheitsverdächtigen in häuslicher Quarantäne oder einem sonstigen Gebäude.

### Sonderform: Häusliche Quarantäne
Zur Bekämpfung der COVID-19-Pandemie in Deutschland kann aufgrund § 28 IfSG die häusliche Quarantäne für Personen angeordnet werden, die Kontakt zu einem COVID-19-Erkrankten hatten und damit als ansteckungsverdächtig gelten, ohne selber erkrankt zu sein. Die Dauer der Maßnahme wird in der Regel vom zuständigen Gesundheitsamt angeordnet und beendet und darf auch gegenüber Kindern getroffen werden. Personen, die in den letzten zehn Tagen vor ihrer Einreise in die Bundesrepublik Deutschland in einem zum Zeitpunkt der Einreise als Hochrisikogebiet oder Virusvariantengebiet eingestuften Gebiet aufgehalten haben, müssen sich nach der Einreise auf eigene Kosten für einen Zeitraum von bis zu 14 Tagen in ihrer Haupt- oder Nebenwohnung in Absonderung begeben (§ 4 der Coronavirus-Einreiseverordnung).
Von häuslicher Quarantäne Betroffene dürfen ihr Zuhause nicht verlassen und keinen Besuch empfangen. Außerdem wird ihnen empfohlen, ihren Gesundheitszustand zu beobachten und z. B. zweimal täglich ihre Körpertemperatur zu messen und über eventuelle Krankheitszeichen ein Tagebuch zu führen.
Lebt eine geimpfte Person in demselben Haushalt wie ein Infizierter, sind besondere Hygienemaßnahmen zu beachten.
Während der COVID-19-Pandemie wurden die Regelungen, welche Kontaktpersonen sich in häusliche Quarantäne begeben mussten und wie lange die Quarantäne dauern sollte, mehrfach angepasst.

### Sonderform: Häusliche Isolierung
Für COVID-19-Erkrankte mit leichter Symptomatik wird unter bestimmten Voraussetzungen eine häusliche Isolierung angeordnet.
Zusätzlich zu den Einschränkungen der häuslichen Quarantäne ist der Kontakt zu Haushaltsmitgliedern auf ein absolutes Minimum zu reduzieren und wo dieser unvermeidbar ist, mit 1,5 m Abstand sowie jeweiligem Mund-Nasen-Schutz zu gestalten. Angehörige einer Risikogruppe sollten nicht im gleichen Haushalt verbleiben.

### Widerspruch / Anfechtung durch Betroffene
Widerspruch und Anfechtungsklage gegen Maßnahmen des Gesundheitsamts zur Verhinderung der Verbreitung übertragbarer Krankheiten haben wegen ihrer besonderen Bedeutung für die öffentliche Gesundheit keine aufschiebende Wirkung (§ 28 Abs. 3, § 16 Abs. 8 IfSG, § 80 Abs. 2 Nr. 3 VwGO), so dass zunächst vorläufiger Rechtsschutz beim Verwaltungsgericht begehrt werden muss (§ 80 Abs. 5 VwGO).
Beauftragte der Gesundheitsämter sind berechtigt, die Maßnahmen zu überwachen (§ 28 Abs. 3, § 16 Abs. 2 IfSG).

### Maßnahmen bei Nichtbeachtung
Betroffene, die sich nicht an behördlich angeordnete Isolationsmaßnahmen halten, dürfen auf richterliche Anordnung zwangsweise in einer abgeschlossenen Einrichtung untergebracht werden (§ 30 Abs. 2 IfSG).
Das Gericht kann in eilbedürftigen Fällen auch die vorläufige Freiheitsentziehung anordnen (§ 427 FamFG). Außerdem kann es die Vollziehung der Freiheitsentziehung aussetzen, verlängern oder aufheben (§ 424, § 425, § 426 FamFG).
Zuwiderhandlungen gegen vollziehbare Quarantäneanordnungen gem. § 30 Abs. 1 Satz 1 IfSG (die also wegen Lungenpest oder hämorrhagischem Fieber angeordnet wurden) stellen eine Straftat dar und werden mit Freiheitsstrafe bis zu zwei Jahren oder mit Geldstrafe bestraft (§ 75 Abs. 1 Nr. 1 IfSG). Verstöße gegen vollziehbare Anordnungen zur Aufenthaltsbestimmungen gem. § 28 Abs. 1 Satz 1 oder 2 IfSG und gegen vollziehbare Quarantäneordnungen gem. § 30 Abs. 1 Satz 2 IfSG, die wegen anderer Krankheiten angeordnet wurde, können als Ordnungswidrigkeit mit Geldbuße bis zu 25.000 Euro geahndet werden (§ 73 Abs. 1a Nr. 6 i. V. m. Abs. 2 IfSG). Wurde durch den Verstoß jemand angesteckt, kann der Verstoß als fahrlässige Körperverletzung (§ 229 Strafgesetzbuch) mit Freiheitsstrafe bis zu drei Jahren oder Geldstrafe oder bei (bedingtem) Vorsatz als gefährliche Körperverletzung (§ 224 Abs. 1 Nr. 1 Strafgesetzbuch) mit Freiheitsstrafe von sechs Monaten bis zu zehn Jahren (in minder schweren Fällen von drei Monaten bis zu fünf Jahren) bestraft werden. Bei (bedingtem) Vorsatz der Ansteckung ist der Verstoß als Versuch der gefährlichen Körperverletzung (§ 224 Abs. 2 Strafgesetzbuch) strafbar. Ggf. steht in Tateinheit strafbares Verbreiten nach § 74 IfSG, der Freiheitsstrafe bis zu fünf Jahren oder Geldstrafe vorsieht. Das Verbreiten der Lungenpest oder von hämorrhagischem Fieber durch einen Quarantäneverstoß wird gem. § 75 Abs. 3 IfSG mit Freiheitsstrafe von drei Monaten bis zu fünf Jahren bestraft, wenn die Tat nicht in anderen Vorschriften mit schwererer Strafe bedroht ist (z. B. als gefährliche Körperverletzung, wenn kein minder schweren Fall vorliegt). Unter Verbreiten ist das Übertragen der Krankheit auf einen anderen mit dem Vorsatz der Ansteckung einer unbestimmten Zahl von Menschen zu verstehen. Vorbild für § 63 Bundes-Seuchengesetz, die Vorgängervorschrift des  § 75 Abs. 3 IfSG, war 1961 die ähnliche Regelung in Art. 231 Schweizerisches Strafgesetzbuch. Da damals Körperverletzungsdelikte in Deutschland milder als heute bestraft wurden, war der Anwendungsbereich des § 63 Bundes-Seuchengesetzes, der Gefängnis von sechs Monaten bis zu fünf Jahren androhte, weiter als heute der des § 75 Abs. 3 IfSG.

### Regelungen zu Ersatzleistungen bei Verdienstausfall
Personen, die wegen der Quarantäne ihrer bisherigen beruflichen Tätigkeit nicht nachgehen können und dadurch einen Verdienstausfall erleiden, erhalten gem. § 56 Abs. 1 Satz 2 IfSG eine Entschädigung. Für die ersten sechs Wochen wird sie in Höhe des Verdienstausfalls gewährt (Netto-Arbeitsentgelt, § 56 Abs. 3 IfSG), vom Beginn der siebenten Woche an in Höhe des gesetzlichen Krankengeldes.
Die Fälligkeit der Entschädigung beurteilt sich nach der Fälligkeit des Arbeitsentgelts (§ 56 Abs. 6 IfSG). Dies gilt auch, wenn ein Arbeitnehmer während der Quarantäne arbeitsunfähig erkrankt. Sein Anspruch auf Entgeltfortzahlung im Krankheitsfall gegen den Arbeitgeber geht dann auf das entschädigungspflichtige Bundesland über (§ 56 Abs. 7 IfSG).
Wird dem Entschädigungsberechtigten während der Quarantäne Arbeitslosengeld oder Kurzarbeitergeld gewährt, geht sein Entschädigungsanspruch insoweit auf die Bundesagentur für Arbeit über (§ 56 Abs. 9 IfSG).
Eine Entschädigung erhält gem. § 56 Abs. 1 Satz 3 IfSG nicht, wer durch Inanspruchnahme einer Schutzimpfung oder anderen Maßnahme der spezifischen Prophylaxe, die gesetzlich vorgeschrieben ist oder im Bereich des gewöhnlichen Aufenthaltsorts des Betroffenen öffentlich empfohlen wurde, oder durch Nichtantritt einer vermeidbaren Reise in ein bereits zum Zeitpunkt der Abreise eingestuftes Risikogebiet die Quarantäne hätte vermeiden können.
Die Versicherungspflicht in der gesetzlichen Sozialversicherung besteht fort (§ 57 IfSG). Die Beiträge sind von der Entschädigung umfasst. Nicht Versicherungspflichtige haben einen Anspruch auf Erstattung ihrer Aufwendungen für soziale Sicherung in angemessenem Umfang (§ 58 IfSG).
Die Entschädigung ist steuerfrei (§ 3 Nr. 25 EStG) und unterliegt nicht dem Lohnsteuerjahresausgleich durch den Arbeitgeber (§ 42b Abs. 1 Satz 3 Nr. 4 EStG).
Auf das zu versteuernde Einkommen ist ein besonderer Steuersatz anzuwenden (§ 32b Abs. 1 Satz 1 Nr. 1e EStG).

## Pflanzenschutz
Das Internationale Pflanzenschutzübereinkommen ist ein völkerrechtlicher Vertrag, der Grundlage für den Internationalen Standard für Pflanzenschutzmaßnahmen ist. Darin sind „Pflanzenquarantäne“, „Quarantänestation“, „Zwischenquarantäne“, und „Nacheinfuhrquarantäne“ definierte Begrifflichkeiten der Regelwerke.
Im Pflanzenschutz stuft die europäische Kommission sogenannte Quarantäneschaderreger ein und erstellt Richtlinien zu Quarantänemaßnahmen. In Deutschland ist das Julius Kühn-Institut als Bundesforschungsinstitut für Kulturpflanzen federführend zur Thematik der Quarantäne für Krankheitserreger, die Pflanzen betreffen.

## Verwendung des Worts im IT-Bereich
In Anlehnung an diese Analogie wird das Wort auch in der IT-Branche verwendet, um Schadsoftware (wie etwa Trojaner-, Viren- und Wurmprogramme) in einem extra isolierten, meist verschlüsselten Bereich aufzubewahren.
Diese Technik wird häufig von Antivirenprogrammen genutzt, um im Falle eines Fehlalarms die Datei problemlos wiederherstellen zu können. Daher ist das Verschieben einer Datei in die Quarantäne gegenüber dem vollständigen Löschen der Datei vor allem für Laien empfehlenswert.